# Mistrzostwa Świata w Skokach na Trampolinie 2018
Mistrzostwa Świata w Skokach na Trampolinie 2018 – 33. edycja mistrzostw świata w skokach na trampolinie, które odbyły się w dniach 7–10 listopada w Petersburskim Kompleksie Sportowo-Koncertowy w Rosji. W dziewięciu konkurencjach udział wzięło 263 zawodników z 34 państw.
Poprzednio Petersburg był gospodarzem mistrzostw świata w 2009 roku.

## Format zawodów

### Trampolina
Zawodnicy wykonują po dwa układy, które są sumowane, dając łączny wynik. W półfinałach i finałach lista startowa jest odwrócona względem miejsc zajętych w kwalifikacjach i każdy rozpoczyna z zerową ilością punktów.
Zawody indywidualne
W zawodach indywidualnych do półfinału kwalifikuje się dwudziestu czterech zawodników, którzy uzyskali najlepszy wynik. Nie może natomiast wystąpić więcej niż troje reprezentantów jednego państwa. W przypadku, gdy zostanie przekroczony ta granica, prawo udziału otrzymuje kolejna osoba w miejsce czwartego zawodnika danego państwa, która nie zmieściła się wśród najlepszych.
Jeśli taką samą liczbę punktów zdobędzie przynajmniej dwoje zawodników o miejscu zajętym będzie decydowały w pierwszej kolejności punkty zdobyte za wykonanie układu, w drugiej zaś – za trudność, a w trzeciej – za punkty za czas w locie. W przypadku dalszego remisu zawodnicy zostaną sklasyfikowani na tej samej pozycji.
Zawody synchroniczne
W skokach synchronicznych w kwalifikacjach każda para wykonuje dwa dziesięcioelementowe układy. Pierwszy z nich jest to układ obowiązkowy, w którego skład wchodzą elementy przypisane przed zawodami. Drugi z nich jest to układ dowolny, który może zawierać trudniejsze ćwiczenia. Suma dwóch układów jest liczona do łącznego wyniku, który ustala klasyfikację. Do finału awansuje osiem najlepszych par, lecz nie może wystąpić więcej niż jedna na jedną reprezentację. Tam pary wykonują układ dowolny, który rozstrzyga o klasyfikacji końcowej.
W przypadku takiej samej liczby punktów przez co najmniej dwie pary o kolejności decydują w pierwszej kolejności punkty uzyskane za wykonanie, w drugiej – za synchronizację, a w trzeciej – przesunięcie poziome. Jeśli nadal nie będzie rozstrzygnięcia, zostaną sklasyfikowani na tej samej pozycji.

### Tumbling
Zawodnicy wykonują po dwa układy. Elementy są uzależnione od wykonujących ćwiczenia, jednak nie mogą się powtarzać. Wyjątkiem są salta, które mogą być poprzedzane innym elementem.
Do finału awansuje ośmiu zawodników, którzy w kwalifikacjach uzyskali najwyższą łączną ilość punktów. W finale punkty są zerowane i każdy zawodnik ma kolejne dwa układy, które po zsumowaniu dają końcową pozycję w zawodach. Nie może awansować natomiast więcej niż dwoje zawodników z jednej reprezentacji. Jeśli w najlepszych zawodnikach w kwalifikacjach znajdzie się więcej, miejsce trzeciego z nich zajmuje następna osoba w klasyfikacji.
Jeśli taki sam wynik uzyska co najmniej dwoje zawodników, o kolejności klasyfikacji decyduje najpierw wykonanie w obu układach. Jeżeli nie rozstrzygnie, wtedy decydować będzie wykonanie w drugim. W przypadku dalszego konfliktu zawodnicy zostaną sklasyfikowani na tej samej pozycji.

### Podwójna minitrampolina
Zawody w podwójnej minitrampolinie obejmują cztery ćwiczenia lub biegi. W kwalifikacjach każdy zawodnik wykonuje dwa układy z różnymi elementami. Dodatkowe dwa układy ma ośmiu najlepszych zawodników. Suma z wszystkich czterech występów decyduje o kolejności w klasyfikacji. W finale w jednej reprezentacji może wziąć udział maksymalnie dwoje zawodników.
W przypadku takiej samej ilości punktów co najmniej dwu zawodników o kolejności zajętych miejsc decyduje w pierwszej kolejności suma zdobytych punktów za wykonanie z obu występów, w drugiej zaś – wykonanie za drugi układ. Jeśli dalej los zawodników nie będzie rozstrzygnięty, zajmą takie same miejsce.

### Zawody drużynowe
W skład zawodów drużynowych wchodzi osiem konkurencji:
- cztery w skokach na trampolinie mężczyzn i kobiet,
- dwie w tumblingu mężczyzn i kobiet,
- dwie w skokach na minitrampolinie mężczyzn i kobiet.

Jeden zawodnik może wystąpić w różnych dyscyplinach. Zawody będą rozgrywane razem z kwalifikacjami.
Reprezentacje zakwalifikują się do finału, dodając najlepsze wyniki każdej z ośmiu rund wstępnych. Pięć najlepszych zespołów przechodzi do finału.
W finale każda reprezentacja składa się z jednego układu na zawodnika/parę w każdej konkurencji. Końcowa klasyfikacja jest ustalana zgodnie z punktami uzyskanymi za miejsce w każdej konkurencji: za pierwsze miejsce – 5 punktów, za drugie – 4, za trzecie – 3, za czwarte – 4, a za piąte – 1.

## Zawodnicy
| Reprezentacja     | Liczba zawodników | Liczba zawodników | Liczba zawodników |
| Reprezentacja     | Mężczyźni         | Kobiety           | Razem             |
| ----------------- | ----------------- | ----------------- | ----------------- |
| Algieria          | 1                 | 0                 | 1                 |
| Argentyna         | 4                 | 2                 | 6                 |
| Australia         | 8                 | 8                 | 16                |
| Azerbejdżan       | 3                 | 1                 | 4                 |
| Belgia            | 2                 | 1                 | 3                 |
| Białoruś          | 8                 | 3                 | 11                |
| Brazylia          | 2                 | 4                 | 6                 |
| Bułgaria          | 2                 | 1                 | 3                 |
| Chiny             | 9                 | 9                 | 18                |
| Czechy            | 0                 | 1                 | 1                 |
| Kanada            | 9                 | 11                | 20                |
| Kolumbia          | 3                 | 0                 | 3                 |
| Dania             | 6                 | 2                 | 8                 |
| Francja           | 5                 | 7                 | 12                |
| Grecja            | 4                 | 1                 | 5                 |
| Gruzja            | 1                 | 1                 | 2                 |
| Hiszpania         | 4                 | 4                 | 8                 |
| Holandia          | 0                 | 2                 | 2                 |
| Japonia           | 5                 | 4                 | 9                 |
| Kazachstan        | 5                 | 0                 | 5                 |
| Meksyk            | 4                 | 4                 | 8                 |
| Niemcy            | 5                 | 1                 | 6                 |
| Nowa Zelandia     | 0                 | 3                 | 3                 |
| Polska            | 2                 | 1                 | 3                 |
| Południowa Afryka | 3                 | 0                 | 3                 |
| Portugalia        | 8                 | 6                 | 14                |
| Rosja             | 12                | 13                | 25                |
| Stany Zjednoczone | 11                | 13                | 24                |
| Szwajcaria        | 2                 | 1                 | 3                 |
| Szwecja           | 5                 | 1                 | 6                 |
| Turcja            | 1                 | 0                 | 1                 |
| Uzbekistan        | 3                 | 1                 | 4                 |
| Wielka Brytania   | 8                 | 10                | 18                |
| Włochy            | 2                 | 0                 | 2                 |
| 34 reprezentacje  | 147               | 116               | 263               |

## Medaliści
| Konkurencja              | Złoto | Wynik  | Srebro | Wynik  | Brąz | Wynik  |
| Mężczyźni                | |        | |        | |        |
| Skoki indywidualne       | Gao Lei | 62,255 | Dong Dong | 61,185 | Andriej Judin | 60,950 |
| Skoki synchroniczne      | Uładzisłau Hanczarou Aleh Rabcau                                                                                         | 52,510 | Sébastien Martiny Allan Morante | 51,850 | Ty Swadling Dominic Clarke | 51,270 |
| Tumbling                 | Wadim Afanasjew | 79,200 | Elliott Browne | 77,900 | Zhang Kuo | 77,700 |
| Skoki na minitrampolinie | Michaił Załomin | 78,200 | Ruben Padilla | 73,500 | Lucas Adorno | 72,400 |
| Kobiety                  | |        | |        | |        |
| Skoki indywidualne       | Rosannagh MacLennan | 57,180 | Zhu Xueying | 57,080 | Jana Pawłowa | 56,405 |
| Skoki synchroniczne      | Hikaru Mori Megu Uyama                                                                                                   | 48,340 | Rosannagh MacLennan Sarah Milette | 47,500 | Dafne Navarro Loza Melissa Flores | 43,950 |
| Tumbling                 | Jia Fangfang | 71,100 | Shanice Davidson | 69,500 | Wiktorija Danilenko | 69,500 |
| Skoki na minitrampolinie | Lina Sjöberg | 72,100 | Melania Rodríguez | 70,000 | Kristle Lowell | 67,700 |
| Konkurencje mieszane     | |        | |        | |        |
| Zawody drużynowe         | Chiny · Dong Dong · Feng Baoyi · Gao Lei · Jia Fangfang · Tu Xiao · Zeng Linglong · Zhang Kuo · Zhu Shouli · Zhu Xueying | 27     | Portugalia · Diogo Abreu · Mafalda Brás · Mariana Carvalho · Diogo Carvalho Costa · Pedro Ferreira · Diogo Ganchinho · Nicole Pacheco · Raquel Pinto · Diogo Vilela | 24     | Kanada · Jason Burnett · Jérémy Chartier · Michael Chaves · Jacob Cranham · Zoe Lynn Hipel · Rosannagh MacLennan · Sarah Milette · Laurence Roux · Jonathon Schwaiger | 24     |

## Klasyfikacja medalowa
Klasyfikacja medalowa
| Pozycja | Reprezentacja     | Złoto | Srebro | Brąz | Razem |
| 1.      | Chiny             | 3     | 2      | 1    | 6     |
| 2.      | Rosja             | 2     | 0      | 3    | 5     |
| 3.      | Kanada            | 1     | 1      | 1    | 3     |
| 4.      | Białoruś          | 1     | 0      | 0    | 1     |
| 4.      | Japonia           | 1     | 0      | 0    | 1     |
| 4.      | Szwecja           | 1     | 0      | 0    | 1     |
| 7.      | Wielka Brytania   | 0     | 2      | 0    | 2     |
| 8.      | Stany Zjednoczone | 0     | 1      | 1    | 2     |
| 9.      | Hiszpania         | 0     | 1      | 0    | 1     |
| 9.      | Francja           | 0     | 1      | 0    | 1     |
| 9.      | Portugalia        | 0     | 1      | 0    | 1     |
| 12.     | Argentyna         | 0     | 0      | 1    | 1     |
| 12.     | Australia         | 0     | 0      | 1    | 1     |
| 12.     | Meksyk            | 0     | 0      | 1    | 1     |
| Razem   | Razem             | 9     | 9      | 9    | 27    |

## Występy reprezentantów Polski
| Zawodnik        | Konkurencja          | Kwalifikacje | Kwalifikacje | Kwalifikacje | Kwalifikacje | Finał    | Finał    | Finał | Finał   |
| Zawodnik        | Konkurencja          | 1. układ     | 2. układ     | Razem        | Pozycja      | 1. układ | 2. układ | Razem | Pozycja |
| --------------- | -------------------- | ------------ | ------------ | ------------ | ------------ | -------- | -------- | ----- | ------- |
| Łukasz Jaworski | Skoki na trampolinie | 49,370       | 54,955       | 104,325      | 47.          | NQ       | NQ       | NQ    | NQ      |
| Maciej Wyskiel  | Skoki na trampolinie | 49,370       | 54,955       | 104,875      | 44.          | NQ       | NQ       | NQ    | NQ      |
| Dorota Bałko    | Tumbling             | 29,400       | 29,100       | 58,500       | 21.          | NQ       | NQ       | NQ    | NQ      |